# Athleta mozambicana
Athleta mozambicana is een slakkensoort uit de familie van de Volutidae. De wetenschappelijke naam van de soort is voor het eerst geldig gepubliceerd in 1972 door Rehder.